# Bình An, Lộc Hà
Bình An là một xã thuộc huyện Thạch Hà, tỉnh Hà Tĩnh, Việt Nam.

## Địa lý
Xã Bình An nằm ở phía đông huyện Lộc Hà, có vị trí địa lý:
- Phía đông giáp xã Thịnh Lộc
- Phía tây giáp xã Tân Lộc
- Phía nam giáp xã Phù Lưu và xã Thạch Mỹ
- Phía bắc giáp xã Thịnh Lộc.

Xã Bình An có diện tích 9,28 km², dân số năm 2018 là 8.035 người, mật độ dân số đạt 866 người/km².

## Hành chính
Xã Bình An được chia thành 11 thôn: 1, 2, 3, 4, 5, 6, Bình Nguyên, Chân Thành, Thống Nhất, Quyết Thắng, Xuân Triều.

## Lịch sử
Địa bàn xã Bình An hiện nay trước đây vốn là hai xã An Lộc và Bình Lộc thuộc huyện Can Lộc.
Năm 2007, các xã An Lộc và Bình Lộc chuyển sang trực thuộc huyện Lộc Hà mới thành lập.
Trước khi sáp nhập, xã An Lộc có diện tích 4,93 km², dân số là 3.150 người, mật độ dân số đạt 639 người/km². Xã Bình Lộc có diện tích 4,35 km², dân số là 4.885 người, mật độ dân số đạt 1.123 người/km².
Ngày 21 tháng 11 năm 2019, Ủy ban Thường vụ Quốc hội ban hành Nghị quyết số 819/NQ-UBTVQH14 về việc sắp xếp các đơn vị hành chính cấp xã thuộc tỉnh Hà Tĩnh (nghị quyết có hiệu lực từ ngày 1 tháng 1 năm 2020). Theo đó, sáp nhập toàn bộ diện tích và dân số của hai xã An Lộc và Bình Lộc thành xã Bình An.
Ngày 14 tháng 11 năm 2024, Ủy ban Thường vụ Quốc hội ban hành Nghị quyết số 1283/NQ-UBTVQH14 về việc sắp xếp các đơn vị hành chính cấp xã thuộc tỉnh Hà Tĩnh giai đoạn 2023–2025 (nghị quyết có hiệu lực từ ngày 1 tháng 1 năm 2025).Theo đó,sáp nhập xã Bình An vào huyện Thạch Hà.